# Bandiera del Tibet
La bandiera del Tibet è stata introdotta nel 1912 dal XIII Dalai Lama, ed è il risultato dell'unione delle bandiere militari di alcune province. È stata utilizzata come bandiera militare del Tibet fino al 1950, anno in cui è stata dichiarata illegale dal governo cinese e sostituita con la bandiera della Cina.
Attualmente la bandiera tibetana è utilizzata dal governo tibetano in esilio con sede a Dharamsala (India), ed è bandita in territorio cinese perché considerata simbolo di "separatismo".
Il disegno è costituito da:
- Una montagna innevata che rappresenta il Tibet, anche conosciuto come "paese delle nevi".
- Sei raggi rossi attraverso il cielo blu, simbolo delle sei tribù (Se, Mu, Dong, Tong, Dru e Ra) che secondo le leggende diedero origine al popolo del Tibet.
- Un sole splendente che rappresenta la libertà, la felicità materiale e spirituale e la prosperità per tutti gli esseri viventi in terra tibetana.
- Due leopardi delle nevi per simboleggiare l'unione tra la vita secolare e la vita spirituale.
- I "tre Gioielli" del buddhismo: il Buddha, il Dharma ed il Sangha.
- L'altro emblema fra i leopardi delle nevi rappresenta la pratica delle dieci virtù e dei sedici modi di condotta umani.
- Il bordo giallo, presente su tre lati, simboleggia gli insegnamenti del Buddha.